# وضع جنسي
الوضعية الجنسية هو الوضع الذي يتخذه الناس أثناء الجماع أو القيام بسلوك جنسي لدى الرجل والمرأة. يوصف الوضع الجنسي بوصف وضعية القائمين به.
على الرغم من أن العملية الجنسية عادة تتضمن الإيلاج بين القائمين بالجماع، أو إثارة الأعضاء الجنسية، إلا أنه ليس بالضرورة أن يؤدي الوضع الجنسي إلى الإيلاج أو إثارة الأعضاء التناسلية.
جنس ثدي
يوجد عدد كبير جداً من الأوضاع الجنسية التي قد يقوم بها الأشخاص أثناء العملية الجنسية. حيث تؤدي الأوضاع الجنسية المختلفة إلى عمق وزاويتين مختلفتين لعملية الإيلاج.
كان هناك العديد من المحاولات لتقسيم الأوضاع الجنسية إلى ست أوضاع وكان أشهرها ما تم على يد ألفريد كينسي. ولكن في الواقع فإن الأوضاع التي تستخدم أثناء العملية الجنسية هي في الواقع لانهائية.
يوجد بعض الأشخاص الذين تعيقهم بعض الإعاقات من ممارسة بعض الأوضاع الجنسية دون أن يسبب لهم ذلك ألماً.

## مراحل الجماع

### المرحلة الأولى (الرغبة)
وهي الرغبة التي تتولد نتيجة ورود الاهتمامات الجنسية على ذهن الإنسان نتيجة حدوث مثير جنسي مثل التقبيل أو اللمس، أو تخيل مناظر جنسية.

### المرحلة الثانيةالإثارة
وهي المرحلة التي تسبق هزة الجماع، وخلال هذه المرحلة يحدث الانتصاب عند الرجل وبعض الإفرازات داخل قناة المهبل عند المرأة، والتي تؤدي نوع من الترطيب داخل هذه القناة. كما يحدث تصلب في حلمة الثدي عند الأنثى والذكر، وهذا الأمر أكثر شيوعا ووضوحا عند الأنثى، ويصبح البظر عند الأنثى جامدا أو أكثر سمكا، وينقبض ويرتد خلف المفصل الأمامي لعظمة الحوض.
كما تزداد سمكا بعض أجزاء الجهاز التناسلي الخارجية عند المرأة، ويزداد حجم الثدي عند المرأة بنسبة 25% كما تحدث تغيرات في اللون في بعض أجزاء الفرج لدى الرجل والمرأة، حيث تصطبغ هذه الأجزاء بلون أكثر حمرة نتيجة ازدياد ورود الدم إليها، وتتضخم الخصية عند الذكر بمقدار 50% وترتفع إلى أعلى، كما قد تحدث بعض الانقباضات الإرادية في العضلات الكبرى بالجسم، خاصة عضلات الحوض والفخذين، ويزداد النبض.

### المرحلة الثالثة (هزة الجماع)
وهي تمثل قمة المتعة الجنسية، ويحدث بعدها الشعور بانخفاض التوتر والارتياح الجنسي، وهي تتراوح من 3-30 ثانية وفيها تحدث انقباضات متناسقة لا إرادية في عضلات الحوض والأعضاء التناسلية، كما تحدث انقباضات لا إرادية في الجزء الخارجي من قناة المهبل من 3-15 انقباضاً كما في انقباض عضلات فتحة الشرج عند الذكر والأنثى.
كما يحدث انقباض في عضلات الرحم، يبدأ من الجزء العلوي وينتهي بعنق الرحم، وانقباضات أخرى إرادية وغير إرادية في عضلات الوجه واليدين، ويرتفع ضغط الدم بمقدار 20-40 سم زئبق ويزداد معدل ضربات القلب إلى 160 ضربة في الدقيقة كما يحدث عند الرجل والمرأة.

### المرحلة الرابعة (الاسترخاء)
مرحلة الاسترخاء وفيها يعود الجسم إلى حالته الطبيعية، وتكون هناك حالة من الارتياح والثقة بالنفس، وخلال هذه المرحلة يكون الرجل غير قابل للاستثارة مرة أخرى، أما في حالة المرأة فتكون مستجيبة للإثارة بصفة متكررة.

## التهيئة قبل الجماع
وهي ما يقوم به الشريكان للتهيئة للعملية قبل القيام بها ويمكن القيام ببعض تلك الطرق أثناء الجماع أيضا يكون وذلك عن طريق الملاعبة (المداعبة)

### المداعبة
المداعبة الجنسية هي فعل يهدف إلى إشعال وإثارة الرغبة الجنسية مثل التقبيل اللمس والاحتضان ومداعبة المناطق الحساسة جنسيا لها آثارها الجسدية والنفسية على المرأة، ولكن الآثار النفسية هي الأكثر أهمية حيث القدرة للوصول إلى هزة الجماع ترتبط بتقنيات المداعبة الصحيحة وعندما تثار المرأة جنسيا نتيجة المداعبة يتدفق الدم إلى المنطقة التناسلية ويتسبب في زيادة احتقان أنسجة الأعضاء التناسلية (البظر والشفرين). وتوسع جدار المهبل
الملاعبة:
حيث على الزوج قرص الشفة السفلية - يمد شعرها - يقبل الساعد - يعض الكتف - يلوي العنق - يزغزغ الثدي - يلمس الأفخاذ - يقبل الفم والخد - يلمس الفرج.
مواضع التقبيل:
يمكن لكلا الشريكين تقبيل الفخذان - العينان - الشفتان - الجبهة - السالفان (خصلة الشعر المرسلة على الخد)- الثديان - باطن القدم.
مواضع الشم:
يمكن لكلا الشريكين شم الأنف - حول العينين - باطن الأذنين - الصرة - داخل الفرج - الخاصرتان.
مواضع العض:
يمكن لكلا الشريكين عض الوجنتان - السالفتان(خصلة الشعر المرسلة على الخد) - الشفاه السفلى - الأذنان - الأرنبة (طرف الأنف).
مواضع الحك بالأظافر:
يمكن لكلا الشريكين أن يحك بأظفارهما باطن الرجلين - باطن الخدين.
مواضع الضرب باليدين:
يمكن للشريكين الضرب على الكعبين - ظاهر الفخذين - على الساعدين - فيما بين الصرة والبطن، ولايفعل هذا الضرب إلا بالبطيء ولا يعاجل الرجل المرأة إلا وهي مفرجة الرجلين فإن ذلك أسرع لإنزالها.
التصبيع:
التصبيع هو فعل جنسي يقوم به شريكين من أجل الوصول للنشوة الجنسية من خلال التلاعب اليدوي للبظر أو المهبل أو الشرج للوصول إلى النشوة الجنسية وقد تكون جلسة الجنس بالكامل من خلال التصبيع من دون الولوج إلى العلاقة الجنسية الكاملة.
إيلاج القبضة:
إيلاج القبضة هو ممارسة جنسية يتم فيها إدخال اليد بالكامل داخل المهبل أو الشرج. عندما يكتمل الإيلاج، يمكن إما فرد الأصابع أو إبقائها على شكل قبضة ويتم تكرار إخراج وإدخال اليد ببطء لزيادة المتعة.
الجماع الثديوي:
الجماع الثديوي هو وضع القضيب ما بين الثديين والقيام بتحريك القضيب أمام وخلف للوصول إلى النشوة الجنسية.
الجنس الفموي
الجنس الفموى هو نشاط جنسي يتم فيه مداعبة وإستثارة أو لعق الأعضاء التناسلية للطرف الآخر الممارس بإستعمال الفم أو اللسان في العملية الجنسية، مما يؤدي للقذف أحيانا عند الزوج ووصول الزوجة للنشوة (الإرجاز).
المفاخذة
شكل من أشكال ممارسة الجنس، التي يقوم بها الزوج عن طريق إدخال قضيبه بين فخذي شريكه مسببا الإحتكاك أو تقوم به الزوجة عن طريقة تدليك القضيب بيديها والفخذين والأشفار والهدف من ذلك هو التحفيز دون إختراق القضيب للمهبل.

## أوضاع جنسية
تسرد هنا بعض الأوضاع الجنسية والتي تعبر عن بعض الأوضاع الجنسية التي لا يمكن حصرها في قائمة منتهية.
- أشهر أوضاع الجماع هو وضع الاستلقاء أو الإرسالية (بالإنجليزية: Missionary position), أثبتت دراسة أن 91% من المتزوجين يستخدمون غالباً هذا الوضع[بحاجة لمصدر], وهو أن تستلقي الزوجة على ظهرها وترفع رجليها في وضع أفقي أو رأسي ويقعد الزوج بين فخذيها ويولج قضيبه في فرجها ويخرجه ويدفعه، حتى يصل الذكر إلى مرحلة القذف.

- يفضل بعض من النساء وضعية الفارسة وهي أن تجلس فوق الزوج كأنها تمتطي فرساً ويكون حوض الزوج مقابلاً تماماً حوض الزوجة، وهذا الوضع مناسب للرجال ذوي القذف السريع وممتع للزوجة حيث تتحكم هي بالعملية الجنسية ويستطيع الزوج ان يداعبها باثارة نهديها كما انها تستطيع ان تنثني لمبادلته القبلات ويمكن للزوج أن يرفع ركبتيه بينما الزوجة تستند على الركبتين ويدي الزوج تمسكان باردافها من الخلف للحركة.
- وضعية الفارسة المعكوسة وهي كالسابق إلا أن الزوجة تكون جالسة فوق الزوج ويكون ظهرها في مواجهته وتستطيع الزوجة ان تنزل بظهرها على صدر الزوج الامر الذي يمنح الزوج فرصة مداعبة النهدين بيديه.
- وضع العجلة وهو أن تستلقى الزوجة وترفع ساقيها وتعقدها خلف الزوج ثم يولج قضيبه.

وتلك الأوضاع السابقة ينصح بها غالباً لفك غشاء البكارة.

### أوضاع الاستلقاء
- الأول منه أن تستلقى الزوجة على ظهرها وترفع رجليها إلى صدرها ويقعد الزوج بين فخذيها مستوفزاً(متهيأً) قاعداً على أطراف أصابعه ولا يهمز (يغمز) على بطنها بل يضمها ضماً شديداً ويقبلها ويمص لسانها ويعض شفتيها ويولجه فيها ويخرجه ويدفعه، ولا يزال في رهز (اهتزاز) ودفع حتى يفرغا.
- الثاني منه أن تستلقي الزوجة ويضع الزوج فخذيه الواحد بين فخذيها ويجامعها.
- الثالث منه أن تستلقى الزوجة ويضع رجليها على كتفيه ثم يدخل الزوج يده تحت فخذيها ويجامعها ويشبك أصابعه.
- الرابع منه أن يجامعها ورجلاها مبسوطتان للأمام ـ أو لأعلى ممسكاً بركبتيها مضمومتين ـ وتضع إحدى قدميها على الأخرى.
- الخامس منه أن تستلقى الزوجة ثم تضع باطن قدميها على صدره وتجمع يديها في قفاه فتجذبه إليها حتى تنثنى هي فتصير ركبتها ملتصقة بصدره وذكره في فرجها.
- السادس منه أن تستلقى الزوجة وتبسط إحدى رجليها فيجلس الزوج على فخذها المبسوط وترفع رجلها الأخرى منصوبة إلى أعلى ما استطاعت.
- السابع منه أن تستلقى الزوجة ثم تضع قدمها على خاصرة الزوج ويأخذ هو عنقها إليه.
- الثامن منه أن يستلقى الزوج على ظهره ويثنى ركبتيه قليلاً ثم تأتى هي فتجلس على ذكره وظهرها إليه وقد فرّجت بين فخذيها ووضعتهما خارج فخذيه وتستند بيديها من وراء ويد الزوج على خصرها ليساعدها، فتقوم عنه وتنزل.
- التاسع منه كالسابق إلا أن الزوجة تفرج بين فخذيها وتضع باطن قدميها على أعلى ركبتى الرجل.
- العاشر منه أن تضع الزوجة تحت عجيزتها (أردافها) مخدتيين حتى يرتفع حرها (فرجها) ثم يجلس الزوج على صدرها وظهره مقابل وجهها، ثم تأخذ الزوجة إبهامى رجليها بيديها وتجذبهما إلى نفسها جذباً شديداً نحو رأسها حتى يصير الزوج جالساً على رجليها وإذا رفعت رجليها رفعاً عظيماً برز فرجها كله، فيولج الزوج إيره (ذكره) فيها وهو يشاهد عجزها، وهذا مما يزيد في قوة شهوته.
- الحادي عشر منه أن تنام الزوجة بصدرها على شيء مرتفع يصل إلى وسطها (كالمكتب مثلاً)، ثم ترفع إحدى رجليها عليها وتقف على الأخرى، ويجامعها الزوج وهو من خلفها في محل الجماع.
- الثاني عشر منه أن يستلقي الزوج على ظهره ويمد ساقيه مداً مستوياً، ثم تأتى الزوجة فتجلس على فخذيه وبطنه متربعة وتولجه فيها مع الحركة للأمام والخلف يميناً ويساراً.
- الثالث عشر منه أن يستلقي الزوج ثم تأتى الزوجة فتجلس على الذكر، كجلوسها لقضاء الحاجة ثم تفعل كالسابق.
- الرابع عشر منه أن تستلقى الزوجة على ظهرها وقد شبكت يديها على رأسها وقد ألصقت فخذيها بصدرها بينما الساقين فوق كتف الزوج واسمه الجماع العميق.
- الخامس عشر منه أن تستلقى الزوجة على ظهرها وتمد رجليهـا ويديها وينام الزوج عليها وقد فرقت رجليها حتى يتمكن من إدخال القضيب ومن ثم تغلق ساقيها وتفردهما بين الحين والآخر واسمه جماع الاحتضان العلوي.
- السادس عشر منه أن يستلقي الزوج على ظهره وتستلقي الزوجة فوقه بحيث يكون صدرها مقابل صدره مع فرد الارجل وتباعدهما والتصاق القدمين ويتحكم الزوجان بالجماع بحيث ان الزوجة ترفع مؤخرتها والزوج يسحبها بيديه من خصرها واسمه جماع التراكب.
- السابع عشر منه أن تستلقى الزوجة عـلى ظهرها وتمد إحدى رجليها مداً جيداً وترفع الأخرى رفعاً جيداً ثم يأتي الزوج بين فخذيهـا ويتم الإيلاج واسمه جماع الساق الممدودة.

### أوضاع القعود
- الأول منه أن تقعد الزوجة والزوج متقابلين بعضهما في وجه بعضهما البعض ثم يقيم الزوج قضيبه ويولجه وقتاً في حجرها ووقتاً في فرجها واسمه جماع سد التنين.
- الثاني منه أن يقعد الزوج والزوجة في أرجوحة وقد قعدت الزوجة في حجر الزوج على جهازه التناسلي وهو قائم ثم يتماسكا وقد وضعت رجليها على جنبيه ويترجحان فكلما مرت الأرجوحة خرج منها وكلما أتت دخل فيها وهما يتضاجعان بلا انزعاج ولا تعب بل بغنج وشهيق وزفير إلى أن ينزلا جميعاً واسمه جماع الأرجوحة النيروزي.
- الثالث منه أن يقعد الزوج ويمد رجليه مداً مستوياً ويقيم الزوج جهازه التناسلي قياما جيداً وتأتي الزوجة فتجلس على أفخاذه ويدخل جهازه التناسلي في مهبلها وتعاطيه الشهيق والزفير والنفس العالي حتى يفرغا واسمه جماع دق الحلق.
- الرابع منه أن يجلس الزوج وتجلس الزوجة على فخذيه ويمد ساقه من تحتها مداً مستوياً وساقه الأخرى من فوقها مختلفين وهي أيضاً كذلك ويقيم قضيبه ويولجه واسمه جماع الكرسي.
- الخامس منه أن يتربع الزوج ويقيم قضيبه وتقعد الزوجة عليه ووجهها إليه وفمها إلى فمه ويرشف ريقها ويقبل عينيها ويضمها إليه واسمه جماع قلع الخيار.
- السادس منه أن يقعد الزوج ويمد رجله الواحدة مستوية والأخرى قائمة وتأتي الزوجة فتقعد عليه منتصباً وهي مستديرة بوجهها وتمد رجليها ثم تأخذ ملابسها الداخلية كأنها تغسل بين رجليه وهي قائمة عنه تارة قاعدة عليه تارة أخرى واسمه جماع الغسالات.
- السابع منه أن يقعد الزوج على قرافصه والزوجة كذلك فإذا أولجه فيها مشت أمامه بحيث لا يخرج وهو خلفها إلى أن تدور به جميع البيت فإذا قارب الإنزال عضها في رقبتها وأنزل في ثقبها واسمه جماع الروم.
- الثامن منه أن يقعد الزوج ويمسك الزوجة ويضم بعضها بعضاً ويقيم قضيبه وتكون الزوجة قد خلعت سراويلها وسلبت ذيلها على كنفها ثم تجلس على ركبتيها وترتفع وترجع عليه باستمرار وهي ضاحكه ماسكه بخواصره راشفه ريقه واسمه جماع الكسالى.
- التاسع منه أن تجعل الزوجة تحت عجزها مخدتين وتستند على يديها إلى الوراء ويعمل الزوج مقابلها كذلك ويولجه إيلاجاً عنيفاً وكل منهما رجلاه مضمومتان إليه واسمه جماع المرتفع.
- العاشر منه أن تقعد الزوجة والزوج متقابلين متواجهين ثم يحل الزوج سراويل الزوجة بيده ويخليه في خلخالها ثم يلفه ويرميه فوق رأسها على رقبتها، فتبقى مثل الكرة ثم تستلقى على ظهرها، فيبقى فرجها ودبرها متصدرين، ثم يجامعها.
- الحادي عشر منه أن يقعد الزوج ويمد رجليه مداً مستوياً، وتأتى الزوجة مواجهة له فتجلس على أفخاذه ويُدخل إيره فيها.
- الثاني عشر منه أن تجلس الزوجة على طرف السرير أو على كرسي ولا يكون مرتفعا عن وسط الزوج ويأتيهت الزوج مقابلها وجها لوجه حيث تفتح ساقيها وقد تثنيهما الزوجة حول الزوج واسمه الجماع وجها لوجه.
- الثالث عشر منه أن يجلس الزوج على مقعد (كنب) مع فتح ساقيه وتأتي الزوجة لتجلس بحضنه بحيث تعطيه ظهرها أو جنبها واسمه جماع المواجهة الخلفية.
- الرابع عشر منه أن يجلس الزوج مع فرد ساقيه وتأتي الزوجة وتجلس في حضنه وتقابله وجها لوجه بحيث تكون ساقيها خلف ظهر الزوج واسمه جماع الجلوس وجها لوجه.
- الخامس عشر منه أن يجلس الزوج على فراشه ويقيم ركبته اليمنى وتجلس الزوجة وتقيم ركبتها اليسرى ويمسك بخواصرها ويجذبها واسمه جماع الفرج.

### الاضطجاع
- الأول منه وهو أن تضطجع الزوجة على جنبها الأيسر وتمد رجليها مداً مستوياً وتدير وجهها إلى الوراء ويأتيها الزوج من خلفها ويلف ساقه على فخذها ويمسك صدرها بيده وتحت بطنها بيده الأخرى واسمه جماع دق الطحال.
- الثاني منه وهو أن تضطجع الزوجة على جنبها الأيسر وتمد رجليها مداً مستوياً وتدير وجهها إلى الوراء ثم تجعل فخذيه بين فخذيها ويحكه بين شفريها ثم يولجه فيها واسمه جماع الحكماء.
- الثالث منه أن تضطجع الزوجة وتدير وجهها ويضطجع الزوج خلفها ورجله الواحدة مثنيه خلفه والأخرى بين فخذيها واسمه جماع السقلاني.
- الرابع منه أن تضطجع الزوجة على الجنب الأيمن وتمد رجليها مداً جيداً والزوج يمد إحدى رجليهه والأخرى بين فخذيها ويبل قضيبه ويحكه حكاً جيداً إلى أن يحس بالإنزال فيطبقه قوياً واسمه جماع المسلطين.
- الخامس منه أن تضطجع الزوجة على جنبها الأيمن وتمد رجليها والزوج كذلك على جنبه الأيمن ويخالف بين رجليها ثم يولجه فيها فإذا قارب الإنزال يخرجه ويتركه على فخذها ثم يولجه فيها واسمه جماع المقترح.
- السادس منه أن تضطجع الزوجة على جنبها الأيمن والزوج يتكئ على جنبه الأيسر وتضع عجزها في حجر الزوج وتجعل رجلها الشمال من فوقه ورجلها اليمين من تحت إبطه الأيسر ويولجه إيلاجاً عنيفاً واسمه جماع الوداع.
- السابع منه أن تضطجع الزوجة على جنبها الأيسر وتمد رجلها وتدير رأسها إلى الوراء ويضطجع الزوج خلفها وتلف ساقها على فخذها الأعلى ويمسك صدرها بيده والأخرى تحت بطنها واسمه جماع الأرمن.
- الثامن منه أن تضطجع الزوجة على جنبها الأيمن وهو على جنبه الأيمن وساقها بين ساقيه واسمه جماع الهين.
- التاسع منه أن تضطجع الزوجة على جنبها الأيسر وهو على جنبه الأيمن وساقها بين ساقيه وتعاطيه الشهيق والغنج إلى أن يفرغا منه واسمه جماع الكلاب.
- العاشر منه أن تضطجع الزوجة على جنبها الأيسر وتمد رجليها وتدور برأسها إلى الخلف ويضطجع الزوج خلفها ويلف ساقه على ساقها واسمه جماع الولع.
- الحادي عشر منه أن يضطجعا ويتواجهان وجها لوجه من الجنب وترفع الزوجة ساقها العلوي عند مواجهتا للزوج ويأتي هو بوسطه بالكامل بين ساقيها مع ضمهما لبعض بشده بحيث تكون يدي الزوجة على ظهر الزوج والزوج كذلك.

### أوضاع الانبطاح
- الأول منه أن ترقد الزوجة على وجهها وتمد رجليها مستويا ويجلس الزوج على فخذيها ثم يولجه فيها واسمه جماع راحة الصدر.
- الثاني منه أن تمد الزوجة ركبتها الواحدة إلى صدرها وترفع عجزها ويحبو الزوج على ركبته واسمه جماع الحمير.
- الثالث منه أن تلصق الزوجة خدها بالأرض ويأتي الزوج فيمسك خصرها ويولجه فيها واسمه جماع العميان.
- الرابع منه أن تنبطح الزوجة على وجهها وينبطح الزوج عليها ويجعل ساقه بين ساقيها ويده الواحدة في خصرها والأخرى في بطنها وفمه في فمها واسمه جماع الفقهاء.
- الخامس منه أن تنبطح الزوجة على وجهها وترفع عجزها وتلصق صدرها بالأرض تارة وترفعه تارة ويأتي الزوج فيجلس من خلفها ويولجه فيها ويمسك رؤوس أكتافها تارة وذوائب شعرها بقوة تارة وبرفق تارة أخرى وتارة يقبل فمها وتارة يضرب على مؤخرتها فيزيد من إثارتها، وتارة أعلى موخرتها ليعجل بإنزالها واسمه جماع الفتى.
- السادس منه أن تنبطح الزوجة على وجهها وقد ألصقت ركبتها بصدرها ورفعت عجزها إلى فوق وأقام الزوج قضيبه ويولجه فيها بلا تعب ولانصب واسمه جماع المتخصصين.
- السابع منه أن تنبطح الزوجة على وجهها وتضم ركبتيها إلى صدرها كأنها قد ركعت أو سجدت ثم ينزل الزوج من خلفها ويدخل قضيبه في حجرها وكلما وقع عليها ودفعه ترفع رأسها وتنخر وتشخر بهيجان وغلمه وشهيق وأنين وبكاء واحتراق وهما قد غابا من شدة الشهوة وطيب الجماع إلى أن يقارب الإنزال فيسله من حجرها ويولجه في فرجها واسمه مزاج العافية.
- الثامن منه أن تنبطح الزوجة على صدرها وتمد رجلها ويجلس الزوج على أفخاذها ويدخل يده تحت إبطيها ويمسك رؤوس أكتافها واسمه جماع العقال.
- التاسع منه أن تنبطح الزوجة وتقيم ساقيها وتدير وجهها إلى ورائها وينبطح الزوج عليها ويلف ساقه على ساقها واسمه جماع الفقراء.
- العاشر منه أن تنام الزوجة على بطنها وتمد رجليها وترفع عجزها رفعاً جيداً وينام الزوج عليها ويجامعها مع امساكه رأسها ويقبلها مع خلفية رقبتها وخديها وأيضا يستطيع لثم شفتيها واسمه الجماع الخلفي الرومانسي.

### أوضاع الانحناء
- الأول منه أن تركع الزوجة ويرفع الزوج خصرها ويولجه فيها واسمه جماع راحة الإير.
- الثاني منه أن تنحنى الزوجة على أربع كأنها راكعه ثم يأتي الزوج فيمسك بيده اليمنى خاصرتها اليمنى واليسرى باليسرى ويقيم قضيبه ويجذبها بخواصرها قليلاً قليلاً واسمه جماع النعاج.
- الثالث منه أن تنحنى الزوجة على أربع متكئه على إحدى يديها من فوق مخده وبيدها دف تنقر عليه ويأتي الزوج من خلفها ويقيم قضيبه ويولجه فيها وبيده جفانه يلعب بها ويدخله ويخرجه وهما على إيقاع واحد واسمه جماع مزمار العشق.
- الرابع منه أن تنحنى الزوجة على ركبتيها ويلزمها الزوج من خلف وتلتفت إليه وتعطيه لسانهأ يمصه ثم تقبض على قضيبه وتولجه واسمه جماع المساعدة.
- الخامس منه أن تنحنى على دكه وتمد رجليها ثم يرمى الرجل نفسه عليها إلى أن يفرغا واسمه جماع الفلاحات.
- السادس منه أن تنحنى الزوجة وتقدم رجلاً وتؤخر الأخرى ويدخل الزوج قضيبه بين فخذيها ويمسك ذوائبها (الشعر في مقدمة الرأس) ويمشيها إلى أن يفرغا واسمه جماع البستاني.
- السابع منه أن تنحني الزوجة وتمسك أصابع رجليها وهي قائمه ويأتي الزوج من خلفها ويقيم قضيبه ويولجه فيها واسمه جماع العتاب.
- الثامن منه أن تنحنى الزوجة على أربع وتفتح ساقيها ويدخل الزوج ساقه الواحدة بين فقذيها ويمد الأخرى وراءه واسمه جماع المشتبك.
- التاسع منه أن تنحنى الزوجة على أربع وتشبك على صدرها وتضم ركبة وتمد الأخرى وتمسك ذوائبها ويأتيها الزوج واسمه جماع الكسل.
- العاشر منه أن تنحنى الزوجة على الفراش بصدرها وركبتيها على الأرض ثم يأتي الزوج من خلفها ويجامعها.
- الحادي عشر منه أن تنحنى الزوجة وتلصق بطنها بفخذيها ويجامعها الزوج ويمسك ذوائبها.
- الثاني عشر منه أن تقوم الزوجة بالأنحناء على أيديها وأرجلها مع فتح الرجلين قليلا ويأتي الزوج من خلفها ويولج قضيبه فيها، واسمه جماع الكلاب (بالإنجليزية: Doggy style) وقد سمي بها الاسم لأنه الوضع الذي تمارسه الكلاب عند التزاوج، وهذا الوضع معروف منذ العصور القديمة فقد ورد ذكره في كتابي الروض العاطر الكاماسوترا.

### أوضاع القيام
- الأول منه أن تقوم الزوجة والزوج على أن يودعها عند الخروج من عنده فيضم كل واحدهما الآخر إلى صدره ضماً شديداً ثم تتعلق الزوجة به وتمد يدها فتأخذ قضيبه وتريقه بريقها وتولجه في بضرها إيلاجاً حسناً بلطف وهو أثناء ذلك يمرت في أعكانها ونهودها وتقبله فيقيم قضيبه وترفع إحدى رجليها لتمكنه من نفسها واسمه جماع الوداع.
- الثاني منه أن تقوم مع الحائط وهي منتقبه متزره وخفها في رجليها فيأتيها الزوج ويقبلها من فوق النقاب ثم يخلع فردة الوطب (الثدي الكبير) ويخرج رجلها الواحدة من فردة السراويل وترفعها حتى تبقى أعلى منه ويبين فرجها ويدخله بين أفخاذها ويسند فخذها الواحد على الحائط واسمه جماع الدهاليز.
- الثالث منه أن تقوم الزوجة قائمه على قدميها وتستند إلى الحائط دائرة بوجهها إليه وتبرز عجيزتها حتى يبدو ما بين رجليها ويأتي الزوج من خلفها فيقيم قضيبه ويمسك بيده اليمنى صدرها ويده اليسرى على بطنها وسرتها حتى يفرغا واسمه جماع العجلة.
- الرابع منه أن تقوم الزوجة قائمه على رجليها ويجلس الزوج على الأرض ويمد رجليه والزوجة مستقبله بوجهها الوجهة فتجلس على قضيبه بعد أن تجعل رجليها في وسطه واسمه جماع الجن.
- الخامس منه أن تقوم الزوجة قائمه على رجليها وتجعل يدها في خواصرها وتبرز فرجها ويأتي الزوج فيقيم قضيبه ويولجه إيلاجاً عنيفاً وهي تعاطيه النخير والشخير والنفس الشهيق وكلما قارب الفراغ أخرجه وحكه بين شفريها حتى يفرغا واسمه جماع المصدر.
- السادس منه أن تقوم الزوجة مع الحائط وتبرز عجيزتها ويأتيها الزوج واسمه جماع السقايات.
- السابع منه أن يقوم الزوج والزوجة ويتعانقان ويخالفا ما بين رجليهما ثم يحكه الرجل بين شفرتيها فإذا أحس منها بشهوه أولجه واسمه جماع الفساق.
- الثامن منه أن تقف الزوجة وترفع رجلها ويأتي الزوج فيجعل رجلها المشتالة على خصره ويشد بيده على ظهره ويرهزها (يحركها) وهي تشخر إلى أن يفرغا.
- التاسع منه أن تجعل الزوجة وجهها إلى الحائط وتبرز عجزها وتستند على الحائط بيدها وتفتح ساقيها ويقف الزوج بين ساقيها ويأتيها واسمه جماع الصينية.
- العاشر منه أن تقوم الزوجة مع الحائط وترفع رجلها وتشبكها على الحائط ويأتي الزوج فيقيم قضيبه ويولجه فيها واسمه جماع الأكراد.
- الحادي عشر منه أن أن تقوم الزوجة وظهرها إلى الحائط فيأتيها الزوج فيرفع إحدى رجليها حتى تبقى أعلى منه ويبين فرجها ويدخله بين أفخاذها ويسند فخذها الواحد على الحائط.
- الثاني عشر منه أن تقف الزوجة وظهرها إلى الحائط ويقف الزوج ووجهه إليها ثم يثنى ركبتيه ويلصقهما بالحائط والزوجة بينهما، ثم تُخرج الزوجة رجليها خارج ركبتيه ثم تجلس عليهما فيجامعها وهى على تلك الحالة.
- الثالث عشر منه أن تضع الزوجة يديها على الجدار أو الدولاب ويأتي الزوج من الخلف وقوفا بحيث تثني الزوجة نفسها قليلا واسمه جماع الوقوف الخلفي.

## استعمال الأثاث
معظم الأوضاع الجنسية تتم في السرير ولكن يمكن استعمال الأثاث مثل المنتضدة لممارسة أوضاع أخرى.

## أوضاع أخرى

### وضعية 69
هي وضعية تبادلية للجنس الفموي يقوم فيها الزوج بلعق بظر الزوجة وتقوم هي بلعق القضيب وهذا الوضع يتيح للطرفين التهيج الجنسي للطرفين للاستعداد قبل الجماع وهي تساعد الزوجة على سرعة الوصول النشوة وتساعد على تهيئة الزوج للجماع إذا كان يشكو من ضعف الإثارة الجنسية أو البرود الجنسي أو ضعف الانتصاب، وتستطيع أن تفرغ السائل المنوي داخل الفم.

### الوضع التبشيري
الوضع التبشيري هو أن يجلس الزوج جهاز الزوجة التناسلي والزوجة مستلقية على ظهرها والاثنان في مقابلة بعضهما ويمكن للزوجة أن تغلق ساقيها حول الزوج بينما يمد الزوج ساقيه خلفه كما يمكن أيضا وضع وسادة أو أكثر تحت ارداف الزوجة وهو أفضل لتحفيز البظر لدى الزوجة.

### المرأة للأعلى أو (راعية البقر)
في هذه الوضعية يكون الزوج مستلقي على ظهره أو يجلس على كرسي، الأريكة...الخ وتصعد الزوجة على الطرف المدرج ويقابل بعضهما وجهاً لوجه ويقوم الطرفان بوضع مهبل الزوجة مقابل قضيب ازوج لتحقيق الاختراق ويمكن لكلى الشريكين رؤية بعضهما البعض لا سيما يمكن للزوج مداعبة وعناق ثدي الزوجة.

### الوضع السابع
فيها الزوجة تستلقي على جانبها والزوج يواجه الزوجة ويجلس فوق فخذها وترفع الزوجة الرجل الأخرى على جانب جسم الزوج فوق الكوع أو على الكتف وقد وجده البعض مريح جدا خاصة أثناء فترة الحمل.

### وضعية العجلة
وضعية متعبة للطرفين حيث تمسك الزوجة طرف كرسي أو طاولة ويرفعها الزوج من قدميها بحيث يأتي وسطها واقفا ويتم الإيلاج مع تحكمه الكامل بها حيث سيكون فخذيها بيديه لسحبها ودفعها مع إمكانية ان تثني قدمها من ركبتها على ظهره للاستناد.
ومن ذلك لمن يريد الحمل أن تنام الزوجة على ظهرها وتجعل تحت عجزها مخده وتحت رأسها مخده وتجمع فخذيها لصدرها ويجامعها
ومن ذلك يسمى المثلث أن تنام الزوجة على وجهها متوركه وينام عليها وتلتفت إليه وفمها في فمه وقضيبه في فرجها ويدفع بالثلاثة ويؤخر بالثلاثة.

## راجع أيضا
- نواضر الأيك في معرفة النيك
- كاماسوترا
- هزة الجماع
- جماع
- نشوة جنسية
- جهاز تناسلي